# Ericeira
Ericeira is een plaats (freguesia) in de Portugese gemeente Mafra bekend als badplaats en vissersplaats aan de westkust van Portugal.

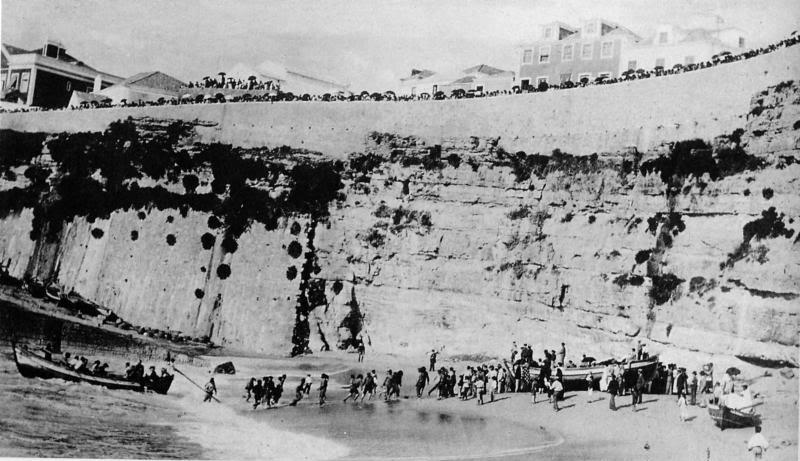
De Praia dos Pescadores, waar Koning Manuel II het land verliet na de revolutie van 1910

Ericeira wordt voor het eerst genoemd in 1229. Het is vooral bekend geworden doordat koning Emanuel II van Portugal vanaf het Praia dos Pescadores na de revolutie van 5 oktober 1910 in ballingschap ging. Het is van oudsher een badplaats waar mensen met aanzien hun huizen bouwden.

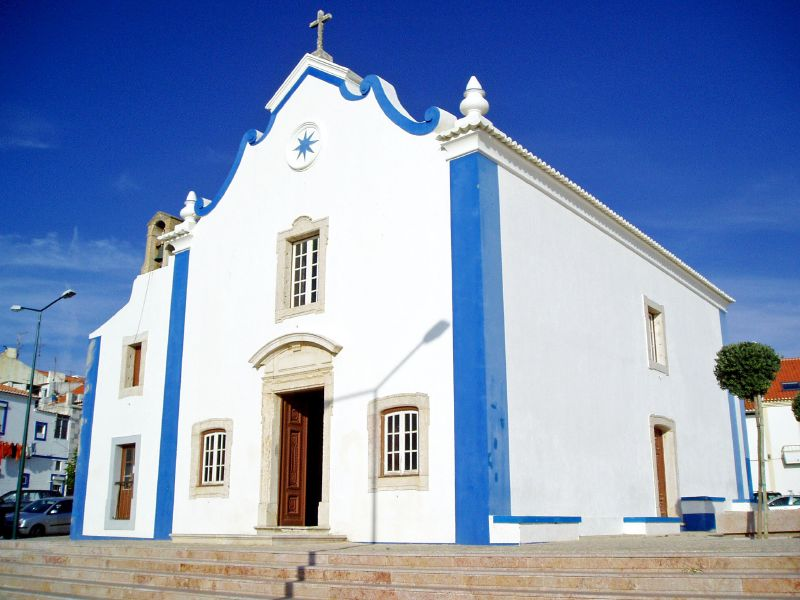
De vijftiende-eeuwse kapel van Santa Marta
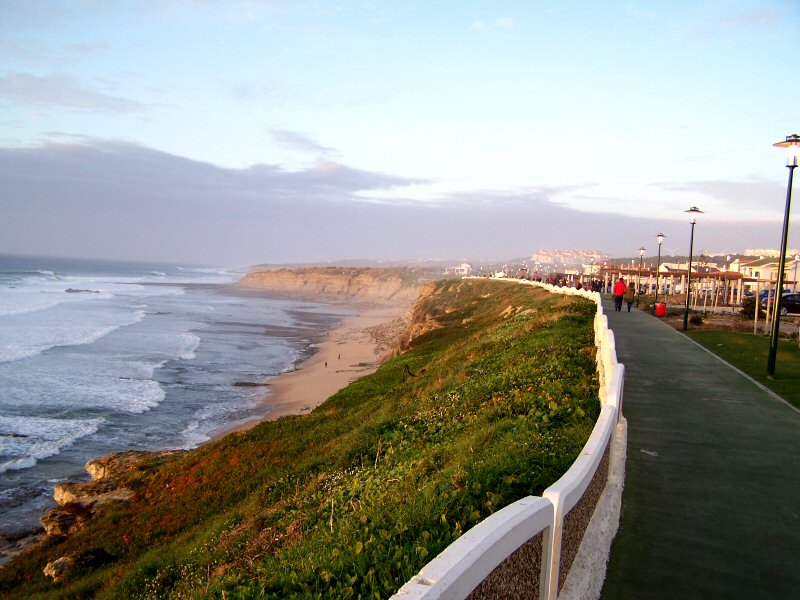
Praia de São Sebastião e Matadouro, Ericeira